# Pont National
Il Pont National (chiamato ponte Napoleone III, dalla sua costruzione fino al 1870) è un ponte di Parigi, stradale e ferroviario, che attraversa la Senna ad est del XII verso il XIII arrondissement.
La sua parte ferroviaria fa parte della "linea della piccola cintura", oggi destinata ad altro uso. La parte stradale collega il boulevard Poniatowski al boulevard du Général-Jean-Simon (in onore del generale Jean Simon), dal 2005 nome assegnato a questa parte del boulevard Masséna.
La linea tramviaria 3A utilizza la parte stradale del ponte.

## Storia

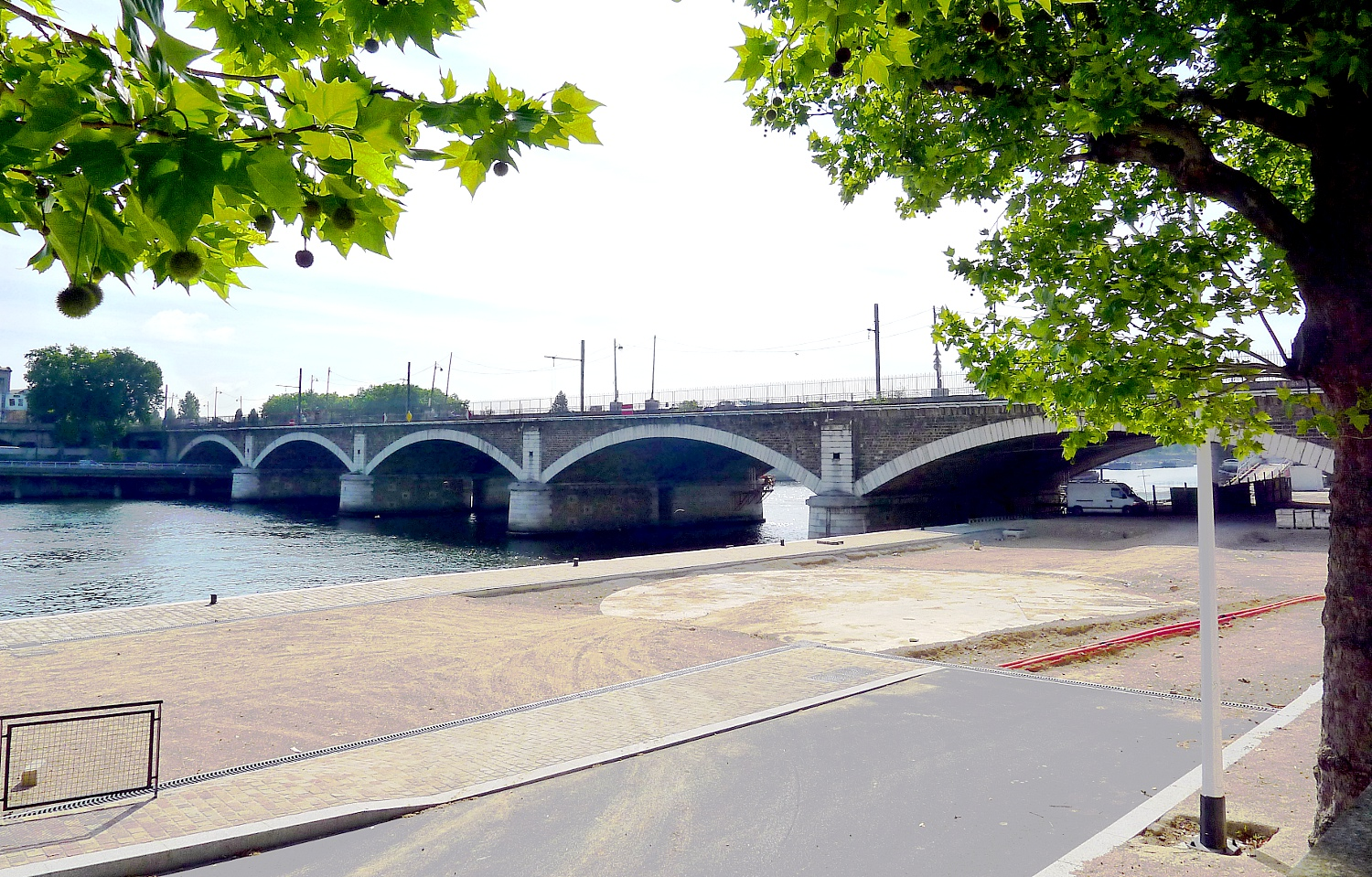
Vista del ponte dal quai Panhard-et-Levassor.

Il pont National è stato eretto fra il 1852 e il 1853 dagli ingegneri Couche e Petit. È stato il primo ponte stradale e ferroviario del secondo impero a collegare le stazioni di Batignolle e d'Orléans (oggi Gare d'Austerlitz), in sostituzione dei tradizionali servizi di trasporto trainati da cavalli tra le due stazioni ferroviarie.

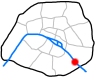
Posizione del Pont National lungo il corso della Senna.

Nel 1860 è divenuto la porta fluviale della capitale a seguito dell'annessione a Parigi dei comuni confinanti ed è rimasto tale per oltre un secolo fino all'apertura, nel 1969, del Pont amont facente parte del Boulevard périphérique, situato a pochi metri dal confine amministrativo della città.
È stato chiamato "ponte Napoleone III" fino al 1870. Alla caduta del secondo impero è stato ribattezzato "Pont National".
Tra il 1936 e il 1944 fu raddoppiato dal lato a monte. I lavori furono appena interrotti con l'Occupazione tedesca della Francia. Le ultime modifiche all'opera risalgono al 1953.
Il 1º luglio 2011 fu annessa al ponte una passerella di 4,27 metri di larghezza per assicurare una buona coesistenza di autovetture, autobus, tram, pedoni e ciclisti, in previsione del prolungamento della linea tramviaria n. 3 dell'Île-de-France dell'Île-de-France verso est nel 2012. La passerella sarà riservata a pedoni e ciclisti.

## Architettura

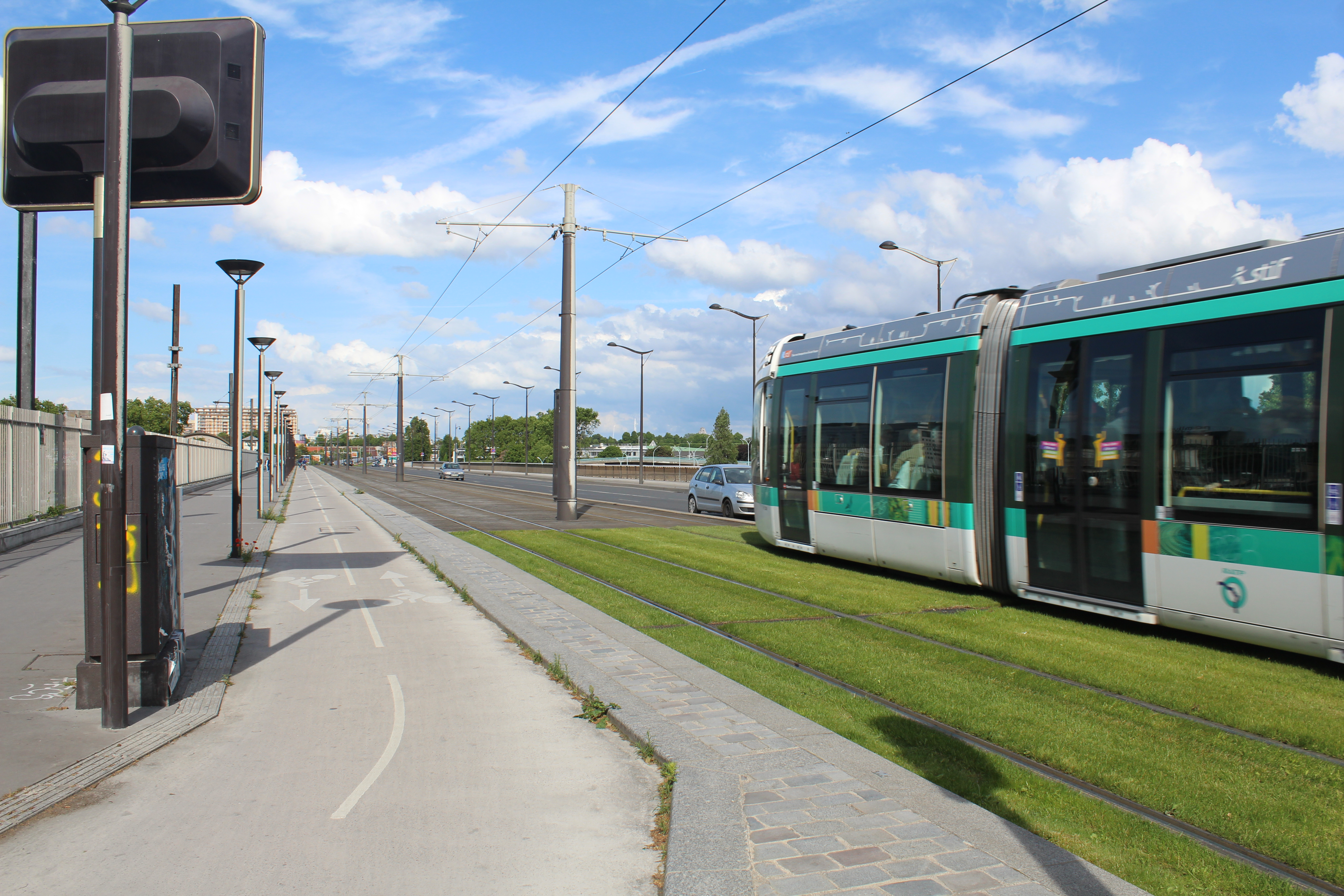
La linea tranviaria.

Il ponte ha una lunghezza totale di 188,50 m, con cinque archi in muratura e fu inaugurato nel 1853 come ponte ferroviario per permettere il passaggio della linea della Piccola Cintura e per collegare le fortificazioni da una parte e dall'altra del fiume.

## Trasporti
Il luogo è servito dalla linea 14 del Metrò con le stazioni di Cour Saint-Émilion e Bibliothèque François Mitterrand; dalla linea 3° del tram alle stazioni "Avenue de France" o "Baron Le Roy" e dalle autolinee RATP n.i 24, 109, 11 e 325.